# زیبا از درون
زیبا از درون (به انگلیسی: Pretty on the Inside) نخستین آلبوم استودیویی از گروهٔ موسیقی آلترناتیو راک آمریکایی هول می‌باشد که در ۱۷ سپتامبر سال ۱۹۹۱ از سوی کارولاین رکوردز در ایالات متحده منتشر گردید. تهیه و تولید این آلبوم توسط کیم گوردون عضو سانیک یوث و دان فلمینگ عضو گامبال انجام شده‌است نخستین اثر هول بود که پس از تأسیس گروه در سال ۱۹۸۹ توسط خواننده، ترانه‌پرداز و گیتاریست کورتنی لاو و گیتاریست اریک ارلندسون از سوی یک شرکت بزرگ ضبط موسیقی منتشر شد.